# Haliastur sphenurus
Il nibbio fischiatore (Haliastur sphenurus (Vieillot, 1818)) è un uccello rapace di grandi dimensioni presente nel territorio dell'Australasia. Appartiene alla famiglia degli Accipitridae e viene anche chiamato aquila fischiatrice o falco fischiatore.

## Descrizione
È un nibbio dall'aspetto "trasandato", con piumaggio nell'adulto color sabbia e marrone; è punteggiato nei giovani. Presenta una testa piccola, una cresta sottile, coda ed ali abbastanza lunghe e zampe corte. Non si notano differenze di colorazione fra i sessi ed anche le dimensioni fra maschio e femmina sono molto simili, anche se quest'ultima può essere più grande e pesante.
La lunghezza media delle ali di questi esemplari (sia maschio che femmina, anche se dobbiamo tenere conto che spesso quest'ultima è più grande e più pesante) va dai 385 mm fino ai 445 mm, mentre la coda è compresa fra 233 mm - 285 mm; per quanto concerne il loro peso invece, possiamo avere uccelli che vanno dai 380 gr fino al chilo abbondante.

## Distribuzione e habitat
L'habitat di questo esemplare si estende per una zona molto ampia che comprende la foresta aperta, la savana, le pianure, e, più in generale, tutti quei luoghi dove sono presenti alberi vicini a corsi d'acqua (fiumi, estuari, coste, laghi, paludi, etc.). Nel sud ovest dell'Australia può anche essere avvistato in foreste dotate di una fitta vegetazione alta (folti intrecci di rami sulla cima degli alberi) o in aree urbane.
Di solito volteggia lentamente sopra boschi, larghi corsi d'acqua, paludi o sulla costa, da solo o insieme ai Nibbi bruni.

## Biologia

### Voce
È un uccello spesso rumoroso, specialmente nelle vicinanze del nido. Il suo richiamo principale, utilizzato sia quando è appollaiato sia quando è in volo, è costituito da un fischio che lentamente si abbassa di tono, seguito o preceduto da 4-7 "strilli" crescenti staccati l'un l'altro.

### Alimentazione

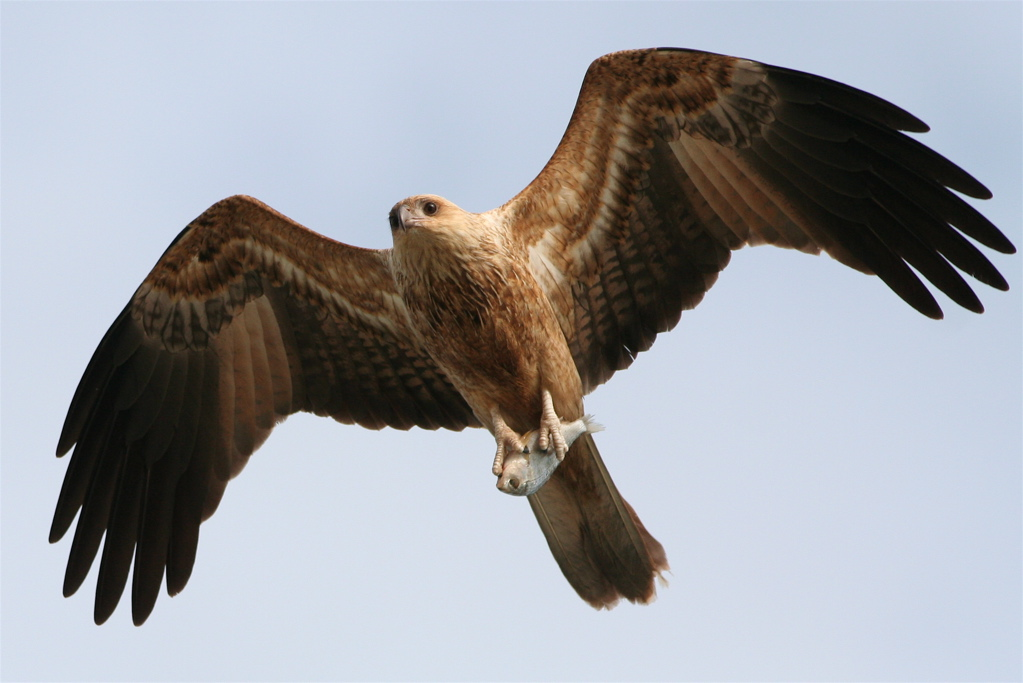
Nibbio Fischiatore con una preda.

La sua dieta consiste di un'ampia varietà di prede: mammiferi, uccelli, pesci, insetti, rettili, rane, crostacei e carogne. Si ciba spesso di conigli; mentre caccia gli uccelli solo quando sono di piccole dimensioni, malati, feriti o ancora pulcini. Si nutre di carogne principalmente nella stagione invernale. In Nuova Guinea invece è principalmente uno "spazzino", dove si nutre di pesci morti ed altre carogne galleggianti sull'acqua.
Di solito può andare in cerca di cibo individuandolo da postazioni fisse o volando più o meno casualmente, certe volte librandosi in modo goffo.
È un uccello dedito anche alla "pirateria", derubando altri rapaci in volo della loro preda o forzando grandi pesci d'acqua a rigurgitare il cibo. Va in cerca di carogne in vari luoghi costruiti dall'uomo tra cui strade, fattorie, coste, mattatoi, etc.
Ha un volo lento formato da colpi d'ala veloci ed abbastanza profondi;si libra, si tuffa, cambia direzione e controlla il volo con facilità e grazia, di solito non a grandi altezze.
Durante la caccia può elevarsi in alto oppure pattugliare una determinata zona volando avanti e indietro a bassa quota in cerca di prede (questo metodo di caccia dei rapaci viene chiamato in inglese "quartering");ancora, può cercare di individuare la preda restando appollaiato sopra un albero, specialmente in zone dove sono presenti pozze d'acqua lungo i torrenti.

Si getta lentamente sulla preda, divora insetti volanti o afferra prede sulla superficie dell'acqua.
Quando in una determinata zona abbonda il cibo e sono presenti un numero elevato di esemplari (sopra i 30), questi possono unirsi nella caccia.

### Comportamento
Spesso solitario o a coppie, può anche associarsi in gruppi o unirsi ad altre decine di simili per formare stormi durante spostamenti nomadi, sui posatoi o in zone ricche di cibo.

Sono uccelli che possono arrivare a combattere fra di loro con gli artigli per liti causate dal cibo.

### Riproduzione
Durante la stagione degli accoppiamenti, singole o numerose coppie volteggiano in alto in modo concentrico vocalizzando abbondantemente. Le manovre nell'aria generalmente non sono spettacolari, ma a volte può capitare che le coppie si uniscano in un leggero volo giocoso, magari cadendo brevemente in basso per qualche metro per poi separarsi.

### Nidificazione
Si pensa che la costruzione del nido per questa specie possa iniziare teoricamente in ogni mese dell'anno se è presente un'abbondanza di cibo, ma di solito il periodo più comune, in Australia, va da luglio a dicembre.
Normalmente vengono scelte zone adiacenti a fiumi o a corsi d'acqua in genere; difficilmente nidificano in habitat con un basso livello di precipitazioni. Le coppie, in solitudine, edificano un nido a coppa utilizzando per la struttura rami e per la copertura foglie verdi e varie tipologie di scarti trovati nella zona.

Il nido, che inizialmente è abbastanza piccolo ma che, se riutilizzato, può raggiungere le imponenti dimensioni di 150 cm di diametro e 100 cm di profondità, viene eretto ad un'altezza che varia dai 3 ai 62 metri sopra un albero, di solito un eucalipto in Australia, anche se occasionalmente può essere costruito sopra il pilone di un ponte.

Il numero delle uova è di solito 2-3, ma può variare da 1 a 4; il periodo di incubazione va dai 35 ai 40 giorni mentre quello necessario per la crescita del piumaggio dei pulcini varia tra i 44 e i 54. Una volta terminato questo periodo, gli uccelli giovani rimarranno dipendenti dai genitori per altri due mesi.

### Spostamenti
È una specie che tende ad essere sedentaria, ma può essere catalogata anche come parzialmente migratoria o nomade;i giovani esemplari possono disperdersi anche fino ad un raggio di 2.000 km.
È fondamentalmente migratoria nel sud-est australiano, formando flussi autunnali ed invernali diretti verso le aree costiere dell'est e del nord, con un abbassamento della popolazione dei territori dell'entroterra.
Questi uccelli possono essere stimolati a cambiare zona anche a seguito di alterazioni della quantità di pioggia stagionale.

## Specie simili
Spesso confuso in volo con l'Aquila morphnoides (detta anche Aquila Minore) a causa di alcune somiglianze nella trama dei colori delle penne presenti sopra e sotto le ali; quest'ultima ha sopra delle diagonali pallide che vanno restringendosi e sotto aree chiare e scure a maggiore contrasto. Ancora, le ali dell'Aquila minore australiana appaiono più dritte e corte e sono mantenute in un assetto piatto, con i colori primari neri meno estesi; presenta poi una testa più grande, la coda più corta e squadrata, un corpo più tarchiato e zampe piumate.

Il Nibbio bruno australiano è invece più magro, con ali più sottili ed appuntite, una coda biforcuta o triangolare, con strisce di colorazione del dorso ala più strette ed un differente piumaggio più scuro ed uniforme.

Molto più difficile confonderlo con i giovani di Nibbio codaquadra, dato che quest'ultimo è molto più rossastro, con ali sottili inclinate verso l'alto e relativamente allargate verso le punte, lunghe dita striate, archi carpali scuri e coda quadrata.

Infine può essere confuso (ma anche in questo caso molto più raramente) con il Nibbio bramino, un uccello molto più grosso e compatto, con coda e penne primarie più corte, la parte esterna dell'ala completamente scura, un disegno differente sotto l'ala in aggiunta ad un corpo più nero e penne primarie con punta nera; in più, a differenza del Nibbio fischiatore, durante il volo plana mantenendo le ali piatte.

## Conservazione
La IUCN Red List classifica Haliastur sphenurus  come specie a "rischio minimo" (Least Concern).
Da comune a abbondante lungo le coste dove beneficia dell'attività umana, il suo numero di individui è stimato in centinaia di migliaia.